# Sandenia (Porokalumma)
Sandenia (Porokalumma) – podrodzaj roztoczy z kohorty mechowców i rodziny Parakalummidae.
Takson ten został opisany w 1966 przez Johna Anthony'ego Wallworka. Gatunkiem typowym wyznaczono Sandenia rotunda. Dawniej traktowany jako osobny rodzaj, potem obniżony do rangi podrodzaju w rodzaju Sandenia.
Mechowce te mają wcięte pteromorfy i 4 pary areae porosae na notogaster.
Podrodzaj znany z Azji i Antarktyki.
Należą tu 2 opisane gatunki:
- Sandenia (Porokalumma) laiae (Tseng, 1984)
- Sandenia (Porokalumma) rotunda Wallwork, 1966